# Trämmersee (Schorfheide)

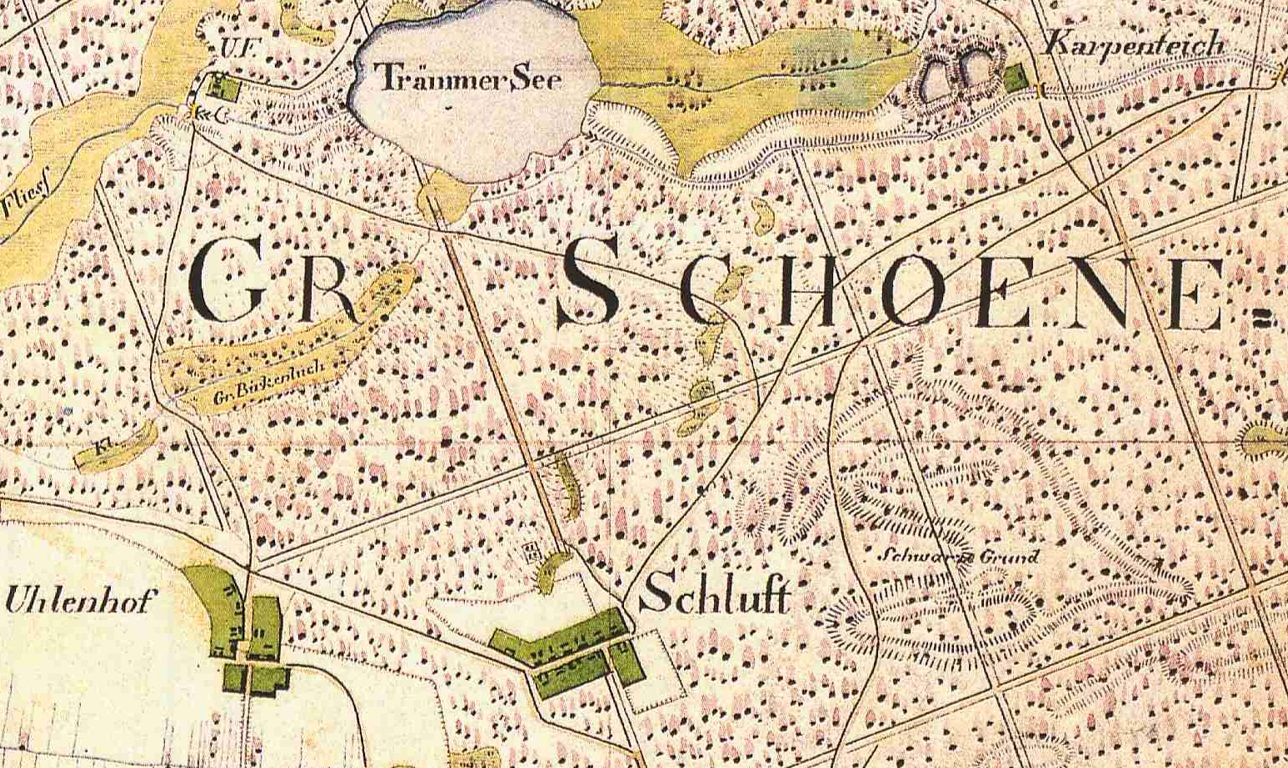
Ortsteil Schluft und Wohnplätze Uhlenhof, Trämmersee und Karpfenteich (abgegangen) in der Gemeinde Schorfheide, Lkr. Barnim, Brandenburg, Ausschnitt aus dem Urmesstischblatt 3046 Zehdenick von 1825

Trämmersee, früher Tremmersee oder auch nur Tremmer ist ein Wohnplatz im Ortsteil Schluft der Gemeinde Schorfheide im Landkreis Barnim in Brandenburg (Deutschland). Auf der Feldmark des hochmittelalterlichen, vermutlich im 14./15. Jahrhundert wüst gefallenen Dorfes Trame(n) wurden im 18. Jahrhundert die Siedlungen Schluft, Uhlenhof und Karpfenteich angelegt. Das Wohnhaus des letztgenannten Wohnplatzes war Ende des 18. Jahrhunderts Teichwärterhaus und Unterförsterei. Zwischen 1811 und 1814 wurde westlich des Trämmersees am heutigen Wohnplatz ein neues Forsthaus erbaut, das zunächst nur Tremmer, erst später dann Tremmersee genannt wurde. 1879 wurde dieses Forsthaus abgerissen und durch ein neues, heute noch bestehendes Gebäude ersetzt. Heute ist die Revierförsterei Trämmersee des Forstbetriebs Reiersdorf im Gebäude untergebracht.

## Lage
Der Ort liegt 7,5 km nordöstlich vom Ortskern von Groß Schönebeck und 5,8 km südwestlich von Groß Dölln, etwa 200 Meter westlich des Sees gleichen Namens. Das Trämmerfließ fließt nur etwa 50 Meter südlich am Wohnplatz vorbei. Der Wohnplatz liegt auf etwa 48 m ü. NHN. Er ist völlig von Wald umgeben und nur über einen Waldweg von Schluft aus erreichbar.

## Geschichte
Im Hochmittelalter stand in der Nähe des heutigen Wohnplatzes das Dorf Trame(n) oder auch Trambe/Trambus, das vermutlich in der 2. Hälfte des 14. Jahrhunderts/Anfang des 15. Jahrhunderts wüst fiel. Im 18. Jahrhundert wurden auf der Feldmark des wüst gefallenen Dorfes die Siedlungen Uhlenhof und Schluft sowie Karpfenteich angelegt. Die genaue Lage der Dorfstätte des wüst gefallenen Dorfes ist nicht bekannt. Margot Beck verzeichnet Schluft als wieder aufgebaute Ortswüstung, d. h. man kann annehmen, dass sie hier oder in der Nähe von Schluft die ursprüngliche Siedlung Trame(n)/Trambe/Trambus vermutet.

### Die Schleuse
Die Schmettaukarte von 1767 bis 1787 verzeichnet an der Stelle des Wohnplatzes Trämmersee eine Brücke über das Trämmerfließ sowie eine Schleuse. Das Trämmerfließ wird hier Tramer Graben genannt. Nach Berghaus wurde das Fließ zum Flößen von Holz genutzt. Dazu wurde neben der genannten Schleuse eine weitere Schleuse beim Karpfenteich errichtet.

### Das Teichwärter- und Forsthaus Karpfenteich
1755 wurde vom Amt Liebenwalde ein Karpfenteich östlich des Trämmersees am Trämmerfließ angelegt. Bei diesem Teich wurde bald darauf ein Teichwärterhaus errichtet. Ende des 18. Jahrhunderts war der Teichwärter Köppen zugleich auch Königlicher Unterförster im Revier Reiersdorf (später Oberförsterei Reiersdorf genannt). Zwischen 1811 und 1814 wurde im Bereich des heutigen Wohnplatzes Trämmersee ein neues Forsthaus errichtet; das Haus Karpfenteich war nun nur noch Sitz eines Teichwärters.

### Das Forsthaus Trämmersee
Das neue Forsthaus wurde 1817 zunächst nur Tremmer genannt. Es hatte damals sechs Einwohner. 1840 hatte das Forsthaus am Tremmer drei Einwohner in einem Wohnhaus. 1858 bestand die Kleinsiedlung, nun Tremmersee genannt, aus einem Wohnhaus und drei Wirtschaftsgebäuden; sie hatte damals 6 Bewohner. 1871 bestand Tremmersee weiterhin aus einem Wohnhaus und hatte damals 10 Bewohner. 1879 wurde das Forsthaus abgerissen und neu erbaut.

### Das neue Forsthaus
Das 1879 neu gebaute Forsthaus hatte eine bebaute Grundfläche von 123 m², die voll unterkellert war. Es kostete insgesamt 11.518 Mark. Die Fundamente waren aus Feldsteinen, die Mauern aus Ziegeln. Die Decken waren Balkendecken. Das Dach war ein überstehendes Kronendach mit zwei Biberschwanzziegeln pro Latte, die zur Hälfte gegeneinander versetzt sind. Das Gebäude steht heute noch und beherbergt die Revierförsterei Trämmersee des Forstbetriebs Reiersdorf.
1885 hatte der Wohnplatz 8 Einwohner und 1895 6 Einwohner. 1925 wohnten vier Personen im Forsthaus.

### Kommunale Zugehörigkeit
Die Feldmark des wüst gefallenen DorfesTramen gehörte im 18. Jahrhundert zum Amtsgebiet des landesherrlichen Amtes Liebenwalde. 1858 gehörte das Forsthaus Tremmersee mit seinem Schutzbezirk zum Forstrevier Groß Schönebeck, das kommunalpolitisch einen Gutsbezirk bildete. 1872 wurde das Amt Liebenwalde aufgelöst, die hoheitlichen Aufgaben wurden an den Kreis Niederbarnim und die nur wenig später neu gebildeten Amtsbezirke übertragen. Der Gutsbezirk Forst Groß Schönebeck bildete nun den Amtsbezirk 50 Großschönebeck Forst im Kreis Niederbarnim. Zu diesem Amtsbezirk gehörte auch der Gemeindebezirk Schluft mit dem Gut Uhlenhof und dem Vorwerk Karpfenteich. Amtsvorsteher wurde der damalige Oberförster Adolf Witte in der Oberförsterei Groß Schönebeck, sein Stellvertreter der Premier-Lieutenant Bernhard Zielke in Uhlenhof. Diese Zuordnung bzw. der Umfang des Amtsbezirks wurde auch in der Revision der Amtsbezirke 1881 bestätigt.
1929 wurde der Gutsbezirk Groß Schönebeck Forst stark verkleinert und mit dem Restgutsbezirk Pechteich zu einem Gutsbezirk Schorfheide, Anteil Niederbarnim zusammengelegt. Das Forsthaus Trämmersee wurde in die Gemeinde Schluft eingemeindet. Es war dann 1932 und 1957 ein Wohnplatz der Gemeinde Schluft. Schluft wurde zum 14. September 1973 nach Groß Schönebeck eingemeindet und ist seither ein Ortsteil dieser Gemeinde. Zum 26. Oktober 2003 fusionierten die Gemeinden Finowfurt und Groß Schönebeck zur neuen Gemeinde Schorfheide. Schluft behielt aber den Status eines Ortsteils der Gemeinde Schorfheide.

### Kirchliche Zugehörigkeit
1817 und 1860 war Trämmersee in Groß Schönebeck eingekircht, 1900 dann in Schluft.

## Naturdenkmal
Beim Forsthaus Trämmersee steht eine ca. 300 bis 400 Jahre alte Eiche mit einem Stammumfang von über 5 Metern. Sie ist als Naturdenkmal ausgewiesen.

## Liste der Förster
- bis 1811 Unterförster Köppen[3]
- ab 1811 bis 1814 (†) Unterförster Vollmer, bisher Gardejäger und Schleusenwärter am Tremmer Fließ[3][4]
- ab 1814 bis (1818) Unterförster Agthen zu Tremmer Fließ/Tremmersee, vorher Jäger[4][17][18]
- ab Juli/August 1830 bis (1834) Unterförster Kreutzfeld, war vorher in der Försterei Rehluch (Oberförsterei Groß Schönebeck),[19][20] bis 31. Dezember 1847 (Pensionierung) in der Försterei Gühlen-Glienicke (Oberförsterei Neuglienicke)[21]
- bis 31. März 1852 (Pensionierung) Förster Hoffmann[22]
- ab 1. April 1852 bis 30. Juni 1867 Förster Johann Heinrich/Friedrich Sott (* 10. August 1797),[23][24][25][22] vorher Försterei Tegelgrund (Oberförsterei Tegel)
- ab 1. Juli 1867 bis 30. Juni 1873 Förster Otto Klose (* 26. Oktober 1824 Blumenthal bei Strausberg, † 3. August 1907), vorher Jäger und mit Amtsantritt zum Förster ernannt,[26] wurde in die Försterei Schmargendorf/Albrechtshöhe (Oberförsterei Glambeck) versetzt[27]
- ab 1. Juli 1873 bis 1902 Förster Friedrich Wilhelm Klose (* 8. Mai 1828 Forsthaus Blumenthal Kr. Oberbarnim), vorher Försterei Elseneck (Oberförsterei Oranienburg),[27] er erhielt 1887 das Ehrenportepee[28] und 1894 das Allgemeine Ehrenzeichen,[29] 1901 Hegemeister[30] (der Sohn Hubert Klose, ebenfalls Förster wurde hier in Tremmersee 1875 geboren)
- ab 1. Juli 1902 bis (1906) Förster Wilhelm Petzer (* 22. Oktober 1848 in Klein Glienicke, † 1925), Diensteintritt: 1. Juni 1884,[31][14][32] er war vorher in den Förstereien Hammelstall (Oberförsterei Neuendorf) und Lotzin (Oberförsterei Groß Schönebeck), er erhielt 1904 das Kreuz des Allgemeinen Ehrenzeichens[33] und wurde 1905 zum Hegemeister ernannt[34]
- ab 1. Juli 1919 bis 1929 (†) Förster Max Linde (* 27. Januar 1868 in Wutzig, † 11. Juli 1929), er war vorher in der Försterei Neuglienicke (Oberförsterei Neuglienicke)[35]
- ab 1929 Willy Nietzke[36]
- 2024 Steffen Pauly[37]